# Bernd Alois Zimmermann
Bernd Alois Zimmermann (Født 20. marts 1918, død 10. marts 1970) var en tysk komponist. Han har skrevet utallige værker, men bedst kendt er hans opera Die Soldaten skrevet fra 1957 til 1964, et multiværk hvor der arbejdes med bl.a. citater udført samtidig, fordeling af lyden i rummet, højttalere og foruden stemmer og instrumenter tillige støj, elektronisk og konkret lyd. Han har også skrevet 1 symfoni i en sats.

## Udvalgte værker
- Symfoni i én sats (1951, Rev. 1953) - for orkester
- Soldaten (1957-1964) - opera
- Violinkoncert (1950) - for violin og orkester
- Sonate (1951) - for soloviolin
- Enchiridion II (1951) - for klaver
- Obokoncert (1952) - for obo og kammerorkester